# ジェイ・ロック
ジェイ・ロック（Jay Rock、本名: Johnny Reed McKinzie, Jr.、1986年3月31日 - ）は、アメリカ合衆国カリフォルニア州ロサンゼルス出身のラッパーである。Top Dawg Entertainmentに所属し、ヒップホップグループ"ブラック・ヒッピー"を結成している。
2006年以降、ジェイ・ロックはいくつかのミックステープをリリース。2008年のシングル「All My Life (In the Ghetto)」で知られるようになる。2011年、デビューアルバム『Follow Me Home』をリリース。2015年には2作目のアルバム『90059』をリリースする。2018年、3作目のアルバム『Redemption』をリリースした。2018年、 映画『ブラックパンサー』のサウンドトラックアルバムに収録された楽曲 「King's Dead」に参加し、第61回グラミー賞の最優秀ラップ・パフォーマンス賞を受賞した。

## 来歴

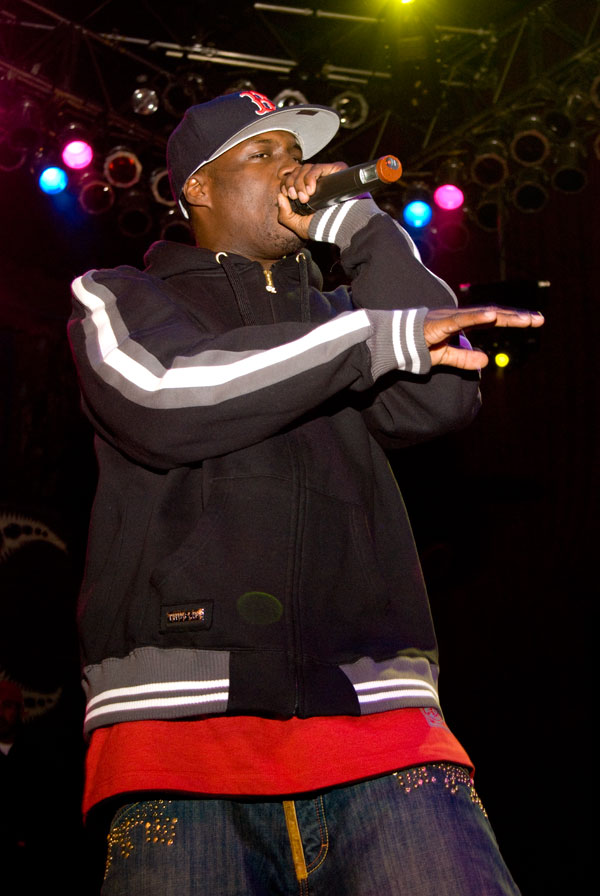
シカゴでのライブに出演するJay Rock（2009年）

1985年3月31日、ジェイ・ロックことジョニー・リード・マッキンジー・ジュニアはカリフォルニア州ロサンゼルスのワッツで生まれた。少年時代はストリートギャング「バウンティ・ハンター・ブラッズ」のメンバーとなり、2度にわたって刑務所に入っていた。
2005年、独立系レコードレーベルTop Dawg Entertainment（TDE）と契約し、2007年にはアサイラム・レコードやワーナー・ブラザース・レコードと契約。
2008年、リル・ウェインとウィル・アイ・アムをフィーチャーしたシングル「All My Life (In the Ghetto)」をリリースする。
2009年1月、TDEのレーベルメイトであるジェイ・ロック、ケンドリック・ラマー、スクールボーイQとBlack Hippyを結成する。
2010年、テック・ナインが主催するストレンジ・ミュージックに加わった。
2011年7月26日、デビューアルバム『Follow Me Home』をリリースし、1週間に5000枚ほどを売り上げ、全米ビルボード200にて初登場83位を記録した。
2015年9月11日、2作目のアルバム『90059』をリリースする。
2018年6月15日、3作目のアルバム『Redemption』をリリースした。また、映画『ブラックパンサー』のサウンドトラックアルバムの楽曲 「King's Dead」に参加する。第61回グラミー賞では3rdアルバムに収録された楽曲「Win」が最優秀ラップ・ソングにノミネートされ、「King's Dead」が最優秀ラップ・パフォーマンス賞を受賞した。

## ディスコグラフィー

### アルバム
- Follow Me Home (2011年)
- 90059 (2015年)
- Redemption (2018年)